# Université de technologie de Nanyang
 (septembre 2024).
L'université de technologie de Nanyang (en anglais : Nanyang Technological University ou NTU ; en chinois : 南洋理工大学 ; pinyin : Nányáng Lǐgōng Dàxué ; abréviation chinoise : 南大 ; en malais : Universiti Teknologi Nanyang) est une université à Singapour.
Elle fait partie du réseau universitaire ASEAN University Network (en). 

## Histoire
En 1980, l'université de Nanyang s'est jointe à l'université nationale de Singapour. 
En 1981, le campus de l'université de Nanyang est passé aux mains d'un nouvel institut de technologie, le Nanyang Technological Institute (NTI).  
En 1991, le NTI devient la deuxième université de Singapour à utiliser la langue anglaise, la Nanyang Technological University. 
En 2009, un institut reliant la recherche entre Singapour et la France, le Laboratoire mixte international franco-singapourien CINTRA, y a été créé. 

## Personnalités liées à la l'université
- Yuhyun Park, chercheuse